# Ossama Khalil
Ossama Khalil (né le 5 février 1954 à Port-Saïd) est un footballeur international égyptien, qui évoluait au poste d'attaquant.
Il est surtout connu pour avoir terminé meilleur buteur du championnat d'Égypte 1975-1976 avec 17 buts.